# Андрюшинское сельское поселение (Иркутская область)
Андрюшинское сельское поселение или Андрюшинское муниципальное образование — муниципальное образование со статусом сельского поселения в Куйтунском районе Иркутской области России.
Административный центр — село Андрюшино.

## Население
| 2010  | 2011  | 2012  | 2013  | 2014  | 2015  | 2016  |
| ----- | ----- | ----- | ----- | ----- | ----- | ----- |
| 1250  | ↘1244 | ↘1219 | ↘1183 | ↘1155 | ↘1145 | ↘1125 |
| 2017  |       |       |       |       |       |       |
| ↘1113 |       |       |       |       |       |       |

По результатам Всероссийской переписи населения 2010 года 
численность населения муниципального образования составила 1250 человек, в том числе 625 мужчин и 625 женщин.

## Населённые пункты
В состав муниципального образования входят населенные пункты:
- Андрюшино
- Березовский
- Ключи
- Хаихта